# 질베르트 멜키

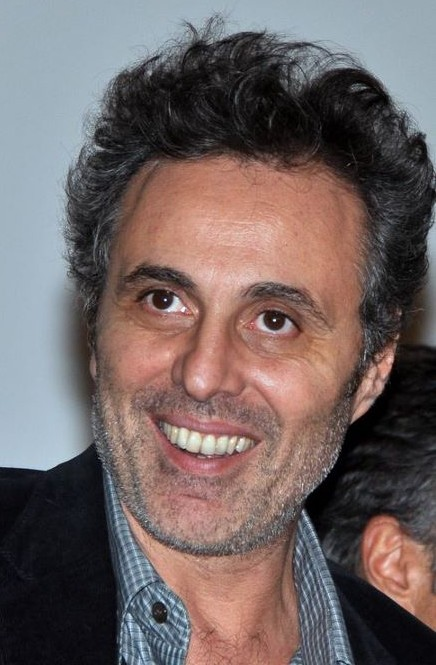

질베르트 멜키(Gilbert Melki, 1958년 11월 12일 ~ )는 프랑스의 배우이다.
파리에서 태어났다.

## 영화
- 방데르 (2015년)
- 내가 속인 진실 3 (2012년)
- 카불 키친 (2012년)
- 더 카운설 (2010년)
- 공모자 (2010년)
- 킬러 (2008년)
- 라르고 윈치 (2008년) - 프레디 역
- 카우-보이 (2007년)
- 프롬나드 (2007년)
- 안나 M. (2007년)
- 매우 감사합니다 (2007년)
- 두 번째 숨결 (2007년)
- 미스터 애버리지 (2006년) - 디디에르 역
- 뜨거운 것 (2006년)
- 약한 자들의 음모 (2006년)
- 엔젤-A (2005년)
- 인카우토스 (2004년)
- 체인징 타임즈 (2004년)
- 아내를 얻는 법 (2004년)
- 친밀한 타인들 (2004년) - 마크 역
- 레드 나이트 (2003년)
- 메시어 이브라임 (2003년)
- 애프터 라이프 (2002년)
- 헬 오브 어 데이 (2001년)
- 내가 속인 진실 2 (2001년)
- La taule (2000)
- 비너스 보떼 (1999년)
- Monsieur Naphtali (1999)
- 스케이트장 (1998년)
- 마녀의 사랑법 (1997년)
- 내가 속인 진실 (1997년)